# Gran Premi de Mònaco del 1985
Resultats del Gran Premi de Mònaco de Fórmula 1 de la temporada 1985, disputat al circuit urbà de Montecarlo el 19 de maig del 1985.

## Resultats de la cursa
| Pos | No | Pilot              | Equip               | Voltes | Temps/ Retir.    | Pos. de sort. | Punts |
| --- | -- | ------------------ | ------------------- | ------ | ---------------- | ------------- | ----- |
| 1   | 2  | Alain Prost        | McLaren - TAG       | 78     | 1h 51' 58. 0     | 5             | 9     |
| 2   | 27 | Michele Alboreto   | Ferrari             | 78     | + 7 .541 s       | 3             | 6     |
| 3   | 11 | Elio de Angelis    | Lotus - Renault     | 78     | + 1' 27.171 min. | 9             | 4     |
| 4   | 25 | Andrea de Cesaris  | Ligier - Renault    | 77     | + 1 Volta        | 8             | 3     |
| 5   | 16 | Derek Warwick      | Renault             | 77     | + 1 Volta        | 10            | 2     |
| 6   | 26 | Jacques Laffite    | Ligier - Renault    | 77     | + 1 Volta        | 16            | 1     |
| 7   | 5  | Nigel Mansell      | Williams - Honda    | 77     | + 1 Volta        | 2             |       |
| 8   | 6  | Keke Rosberg       | Williams - Honda    | 76     | + 2 Voltes       | 7             |       |
| 9   | 18 | Thierry Boutsen    | Arrows - BMW        | 76     | + 2 Voltes       | 6             |       |
| 10  | 3  | Martin Brundle     | Tyrrell - Ford      | 74     | + 4 Voltes       | 18            |       |
| 11  | 30 | Jonathan Palmer    | Zakspeed            | 74     | + 4 Voltes       | 19            |       |
| Ret | 1  | Niki Lauda         | McLaren - TAG       | 17     | Virolla          | 14            |       |
| Ret | 22 | Riccardo Patrese   | Alfa Romeo          | 16     | Accident         | 12            |       |
| Ret | 7  | Nelson Piquet      | Brabham - BMW       | 16     | Accident         | 13            |       |
| Ret | 19 | Teo Fabi           | Toleman - Hart      | 16     | Turbo            | 20            |       |
| Ret | 12 | Ayrton Senna       | Lotus - Renault     | 13     | Motor            | 1             |       |
| Ret | 23 | Eddie Cheever      | Alfa Romeo          | 10     | Alternador       | 4             |       |
| Ret | 28 | Stefan Johansson   | Ferrari             | 1      | Accident         | 15            |       |
| Ret | 17 | Gerhard Berger     | Arrows - BMW        | 0      | Accident         | 11            |       |
| Ret | 15 | Patrick Tambay     | Renault             | 0      | Accident         | 17            |       |
| NVQ | 24 | Piercarlo Ghinzani | Osella - Alfa Romeo |        |                  |               |       |
| NVQ | 4  | Stefan Bellof      | Tyrrell - Ford      |        |                  |               |       |
| NVQ | 10 | Philippe Alliot    | RAM - Hart          |        |                  |               |       |
| NVQ | 9  | Manfred Winkelhock | RAM - Hart          |        |                  |               |       |
| NVQ | 8  | Francois Hesnault  | Brabham - BMW       |        |                  |               |       |

## Altres
- Pole: Ayrton Senna 1' 20. 450
- Volta ràpida: Michele Alboreto 1' 22. 637 (a la volta 60)